# Kerivoula cuprosa
Kerivoula cuprosa es una especie de murciélago de la familia Vespertilionidae.

## Distribución geográfica
Se encuentra en Guinea Costa de Marfil, Liberia, y posiblemente en  Ghana Camerún y República Democrática del Congo.